# Formwerkzeug
Als Formwerkzeug bezeichnet man Bearbeitungswerkzeuge und Handwerkzeuge, die in den Hauptgruppen der formenden Fertigungsverfahren (nach DIN 8580), Urformen und Umformen, in Werkzeugmaschinen oder im Handwerk verwendet werden.

## Verwendung
Formwerkzeuge nehmen eine zentrale Stellung in vielen Bereichen der produzierenden und verarbeitenden Industrie ein. Eine besonders große Bedeutung haben sie beim Umformen:
- in der Metallindustrie, speziell in der blechverarbeitenden Industrie (z. B. Karosseriebau) und in der gesamten Gusstechnik,
- in der Kunststoffverarbeitung (z. B. Spritzgießen) und
- in einigen Bereichen des Handwerks (z. B. Schmied).

## Ausgestaltung
Formwerkzeuge wirken zusammenfassend nach dem Prinzip Umformen. Die Umformung wird bei schlecht plastisch verformbaren Werkstoffen erst durch Erhitzung des Ausgangsmaterials nahe dem Schmelzpunkt (z. B. Schmieden) oder über den Schmelzpunkt (z. B. Gusstechnik) ermöglicht. Bei gut plastisch verformbaren Werkstoffen kann die Umformung ohne Erhitzung erfolgen.
Daraus ergeben sich für die Ausgestaltung der Formwerkzeuge verfahrensbedingte Zwänge. So müssen flüssige Werkstoffe zwangsläufig in einem Arbeitsschritt in die gewünschte Endform gebracht werden, bevor sie erstarren und unverformbar werden, während bei heiß- oder kaltverformbaren Werkstoffen auch mehrere zunehmend verformende Arbeitsschritte möglich sind.
Formwerkzeuge sind daher zu unterscheiden in:
- Eine Kombination aus Patrize(n) (konvex) und/oder Matrize(n) (konkav) (=Außenform (en)), die eine Negativform der gewünschten Endform bilden (z. B. Schmiedegesenk, Blockguss).
- Eine Kombination aus Matrize(n) mit zusätzlicher Kavität (=Kernform), die eine Negativform in der gewünschten Endform bilden (z. B. für gegossene Gehäuse).
- Eine Kombination von Formwerkzeugen, die nur über ausgewählte Seiten des Ausgangsmaterials mit Druck-, Zug-, Biege- und Schubwerkzeugen ein Umformen bewirken (z. B. für Walzbleche).
- Im weiteren Sinne Druck-, Zug-, Biege- und Schubwerkzeuge, die in einem oder in mehreren Arbeitsschritten nur Abschnitte des Ausgangsmaterials umformen (z. B. für Blechteile eines Computergehäuses).

## Herstellung im Formenbau bzw. Formbau
Formwerkzeuge sind überwiegend sehr aufwändige und teure Sonderwerkzeuge, die als Einzelstücke Hauptprodukt eines spezialisierten Werkzeugbaus, dem sogenannten Formenbau, sind. Die Herstellung der Formwerkzeuge im Formenbau erfolgt fast ausschließlich mit Schneidwerkzeugen.